# 올레산
올레산(영어: oleic acid)은 다양한 동물성 및 식물성 지방과 기름에서 자연적으로 생성되는 지방산이다. 올레산은 단일불포화 오메가-9 지방산으로 분류되며, 18:1 ω-9의 지질 번호로 약칭된다. 올레산의 화학식은 CH3(CH2)7CH=CH(CH2)7COOH이다. 올레산(oleic acid)이란 이름은 "기름"을 의미하는 라틴어 "oleum"에서 유래하였다. 올레산은 자연에서 가장 흔한 지방산이다. 올레산의 염 및 에스터는 올레산염(영어: oleate)이라고 한다.
올레산은 물에는 거의 녹지 않으나, 에탄올, 에테르, 클로로폼에는 녹는다. 백금흑, 니켈 등을 촉매로 하여 수소로 환원시키면 포화 지방산인 스테아르산이 된다. 순수한 올레산은 무색, 무취의 유상(油狀) 액체이나, 공기 중에 방치하면 산화되어 황색 또는 갈색으로 착색되고 썩는 냄새가 난다. 올리브유나 동백기름과 같은 불건성 식물성 기름에 많이 함유되어 있으며, 소, 돼지 등의 유지(라드)에도 함유되어 있다. 이중 결합을 하나 밖에 포함하고 있지 않기 때문에 산화되기가 어렵다. 동물의 체내에서는 글리세롤과 에스터를 형성하여 피하지방이나 간에 저장된다. 공업적으로는 비누의 원료나 천의 방수제로서 이용된다.
이 외에도 올레산은 로렌조 오일에 사용된다.

## 생성
지방산은 생물학적 시스템에서 흔히 생성되지 않는다. 대신 올레산과 같은 지방산은 에스터, 일반적으로 트라이글리세라이드로 생성되는데, 이는 많은 천연 오일의 기름기가 있는 물질이다. 올레산은 자연에서 가장 흔한 단일불포화 지방산이다. 올레산은 지방(트라이글리세라이드) 및 막, 콜레스테릴 에스터, 왁스 에스터를 만드는 인지질에서 발견된다.
올레산의 트라이글리세라이드는 올리브유의 대부분을 차지한다. 유리 올레산은 올리브유를 먹을 수 없게 만든다. 올레산은 또한 피칸 오일의 59~75%, 카놀라유의 61%, 땅콩기름의 36~67%, 마카다미아 오일의 60%, 해바라기씨유의 20~80%, 포도씨유, 산자나무기름, 참기름의 15~20%, 양귀비씨기름의 14%를 차지하고 있다. 올레산을 생성하는 식물들의 변종들을 통해 높은 함량의 올레산을 가진 해바라기씨유(약 80%), 카놀라유(70%)도 생산된다. 올레산은 또한 두리안의 일종인 두리오 그라베올렌스(Durio graveolens)의 열매에 함유된 지방의 22.18%를 차지한다. 마찬가지로 카루카는 52.39% 함량의 올레산을 가지고 있다. 올레산은 많은 동물성 지방에 풍부하게 존재하며, 닭고기와 칠면조고기 지방의 37~56%, 라드의 44~47%를 차지한다.
올레산은 사람의 지방 조직에서 가장 풍부한 지방산이며, 두 번째로 풍부한 지방산은 팔미트산이다.

## 생성 및 화학 작용
올레산의 생합성은 스테아로일-CoA에 작용하는 스테아로일-CoA 9-불포화효소의 작용을 포함한다. 사실상, 스테아르산은 탈수소화되어 단일불포화 유도체인 올레산을 생성한다.
올레산은 카복실산 및 알켄으로서 반응에 참여한다. 올레산은 올레이트라고 불리는 염 및 에스터를 형성한다. 이중 결합의 수소화는 포화된 유도체인 스테아르산을 생성한다. 이중 결합의 산화는 공기 중에서 천천히 일어나며, 음식물에서 산패로 알려져 있다. 올레산의 카복실기가 환원되면 올레일 알코올을 생성한다. 올레산의 오존분해는 아젤라산으로 대사되는 중요한 경로이며 부산물은 노난산이다.
H17C8CH=CHC7H14CO2H + 4"O" → H17C8CO2H + HO2CC7H14CO2H
아젤라산의 에스터는 윤활제 및 가소제에 사용된다.

## 관련 화합물
올레산의 기하 이성질체는 엘라이드산 또는 트랜스-9-옥타데센산으로 불린다. 이들 이성질체는 뚜렷한 물리적 특성 및 생화학적 특성을 가지고 있다. 식단에서 가장 풍부한 트랜스 지방산인 엘라이드산은 건강에 악영향을 미치는 것으로 보인다. 올레산을 엘라이드산으로 전환시키는 반응을 엘라이딘화라고 한다.
올레산의 또 다른 자연적으로 생성되는 이성질체는 페트로셀린산이다.
화학 분석에서 지방산은 지방산 메틸 에스터 유도체의 기체 크로마토그래피에 의해 분리된다. 또는 불포화 이성질체들의 분리는 은착제 박층 크로마토그래피로 가능하다.

## 용도
올레산의 주된 용도는 많은 음식물에서 트라이글리세라이드 형태의 성분으로 사용되는 것이다. 올레산은 동물성 지방과 식물성 기름의 일부로 정상적인 사람 식단의 구성 요소이다.
올레산의 나트륨 염은 유화제로서 비누의 주요 성분이며, 보습제로도 사용된다. 소량의 올레산은 의약품의 부형제로 사용되며, 에어로졸 제품의 유화제 또는 가용화제로 사용된다.

### 틈새적 용도
올레산은 또한 신약 및 폐질환을 치료하는 다른 방법을 테스트하기 위해 특정 유형의 동물에 폐손상을 유발하는 데 사용된다. 특히 양에서 올레산의 정맥 투여는 그에 따른 폐부종으로 급성 폐손상을 유발한다.
올레산은 스테인드 글라스 작업에서 납으로 만든 틀을 접합하기 위한 납땜 용제로 사용된다.
올레산은 또한 나노 입자의 용액상 합성에 널리 사용되며, 나노 입자의 크기와 형태를 조절하기 위한 동역학 노브로 역할을 한다.

## 건강에 미치는 영향
올레산은 사람의 식단에서 흔히 볼 수 있는 단일불포화 지방산이다. 단일불포화 지방산의 섭취는 저밀도 지질단백질(LDL) 콜레스테롤의 감소 및 아마도 고밀도 지질단백질(HDL) 콜레스테롤의 증가와 관련이 있다. 그러나 고밀도 지질단백질을 높이는 것에 대해서는 여전히 논란이 되고 있다.
올레산은 올리브유의 혈압을 낮추는 효과와 관련이 있을 수 있다. 그러나 올리브유에 함유된 올레산의 섭취는 유방암의 발병 위험 감소와 관련이 있지만, 적혈구 세포막의 올레산 및 단일불포화 지방산의 수치가 유방암의 발병 위험 증가와 관련되어 있기 때문에 부작용도 입증되었다.

## 같이 보기
- 엘라이드산 – 올레산의 트랜스 이성질체
- 올레일아민 – 올레산의 아민
- 올레아마이드 – 올레산의 아마아드
- 올레일 알코올 – 올레산의 알코올